# Zacharias Traber
Zacharias Traber (1611 – Vienna, 1678) è stato un gesuita austriaco.

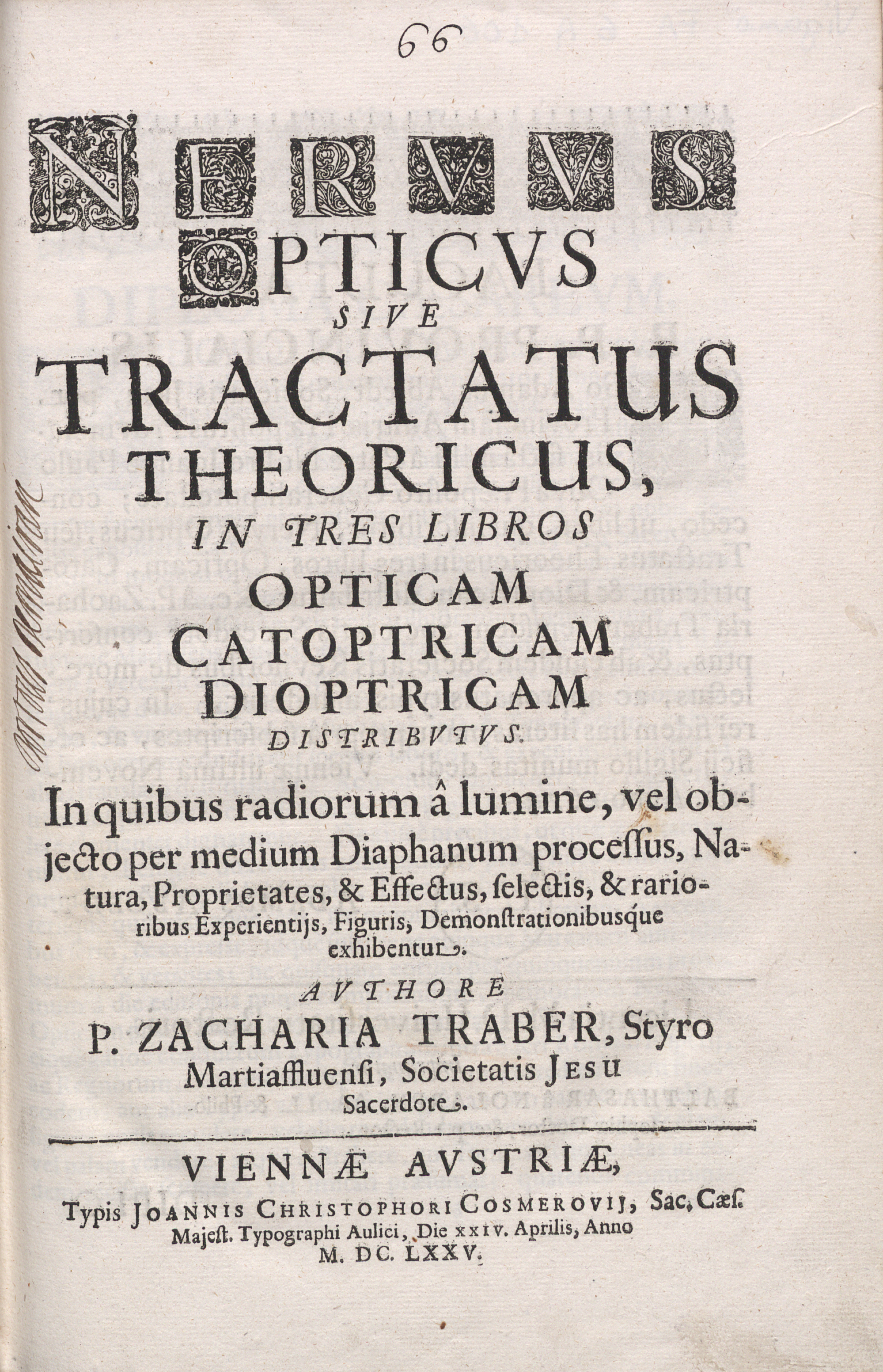
Nervus opticus, 1675

Fu fra i punti di riferimento dell'ottica del XVII e XVIII secolo.

## Opere

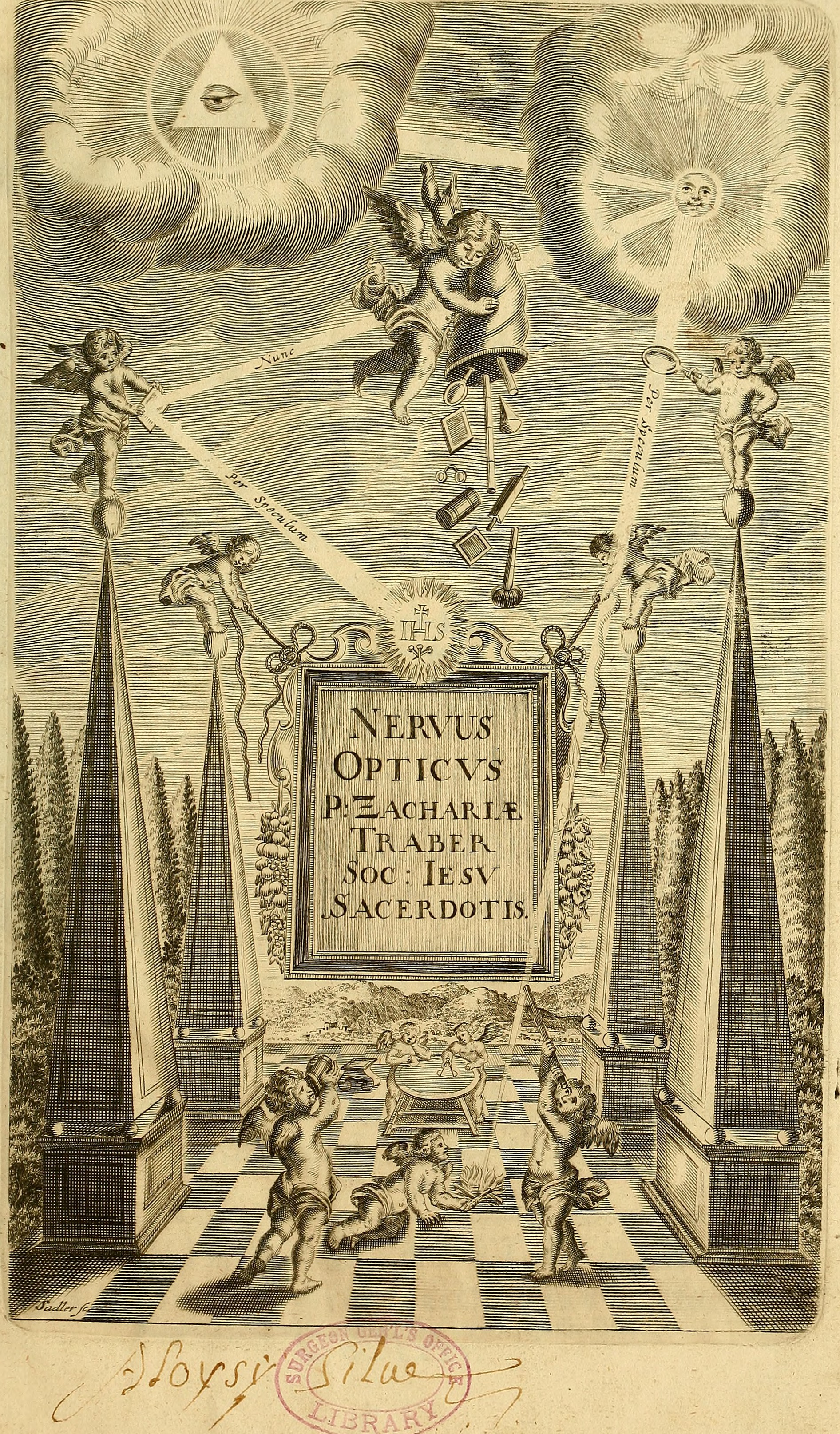
Nervus opticus, antiporta

- (LA) Nervus opticus sive tractatus theoricus, in tres libros opticam catoptricam dioptricam distributus, Vienna, Johann Christoph Cosmerovius, 1675.